# 藤井千夏 (声楽家)
藤井 千夏（ふじい ちか、1966年6月17日 - ）日本の声楽家、女優。東京都出身。身長157cm。体重47kg。血液型A型。特技は日本舞踊（猿若流）。

## 出演

### CM
- マクドナルド
- 大正漢方胃腸薬

### オペラ
- 蝶々夫人
- ドン・ジョバンニ
- ラ・ボエーム
- 椿姫
- オテロ
- ビバ!ラ・マンマ
- ヘンゼルとグレーテル

### ミュージカル
- トラップ一家物語　マチルダ夫人 役
- ファニー
- アルプスの少女ハイジ　クララ 役
- 白雪姫　狩人の女房 役
- 王様と私

### 舞台
- 滝の白糸
- 菊がさね
- 助かったと一息ついて…
- ちょっとおかしな産婦人科学会
- シャバダバダ!
- ブルースな日々　ウ〜マンボ!
- マシーン パーソンズ
- 花は咲くのかな
- 或る告白